# Kola (Banja Luka)
Pour les articles homonymes, voir Kola.
Kola (en serbe cyrillique : Кола) est une localité de Bosnie-Herzégovine. Elle est située sur le territoire de la Ville de Banja Luka et dans la république serbe de Bosnie. Selon les premiers résultats du recensement bosnien de 2013, elle compte 1 385 habitants.

## Géographie

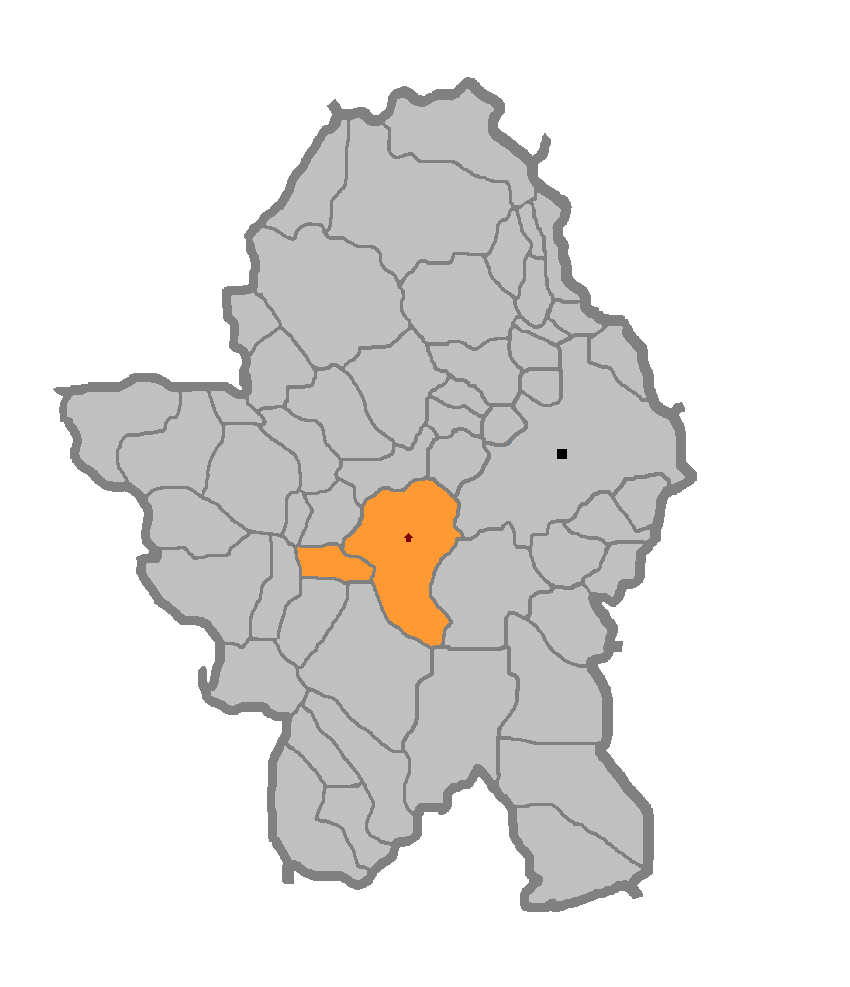
Localisation de la communauté locale de Kola dans la Ville de Banja Luka (2010)

Le village est situé sur les bords des rivières Surtolija et Uvirače, à proximité du Vrbas (un affluent droit de la Save).

## Histoire
L'église en bois de l'Ascension de Kola remonte à la fin du XVIIIe siècle ; elle est inscrite sur la liste des monuments nationaux de Bosnie-Herzégovine. La localité possède également une autre église de l'Ascension, construite en 1939.

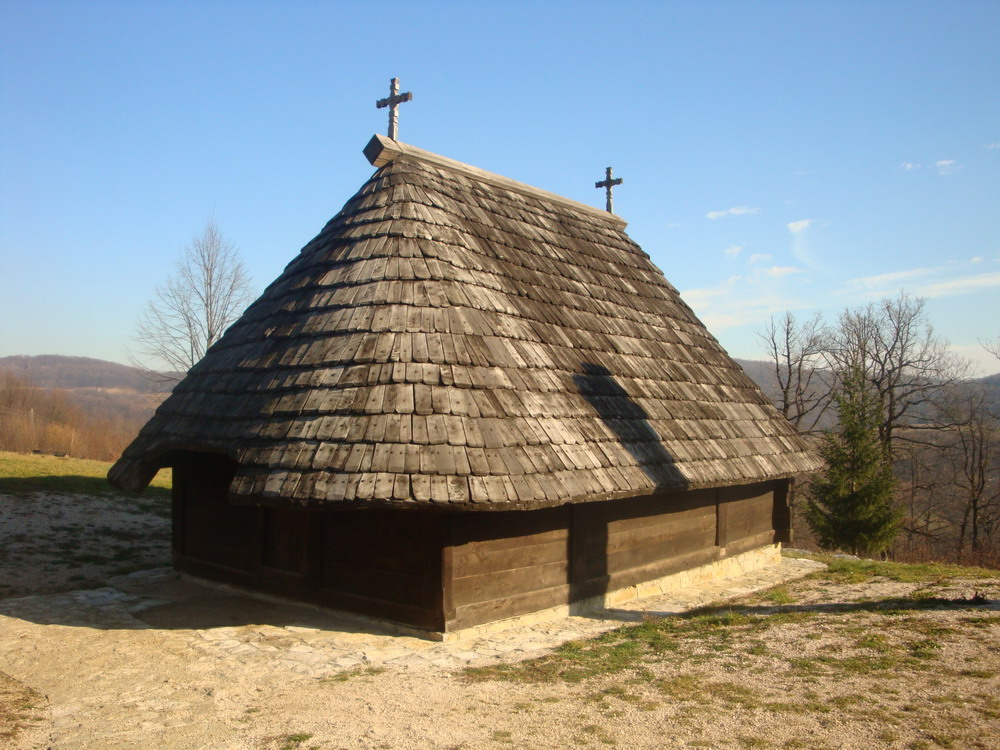
L'église en bois de l'Ascension de Kola, XVIIIe siècle
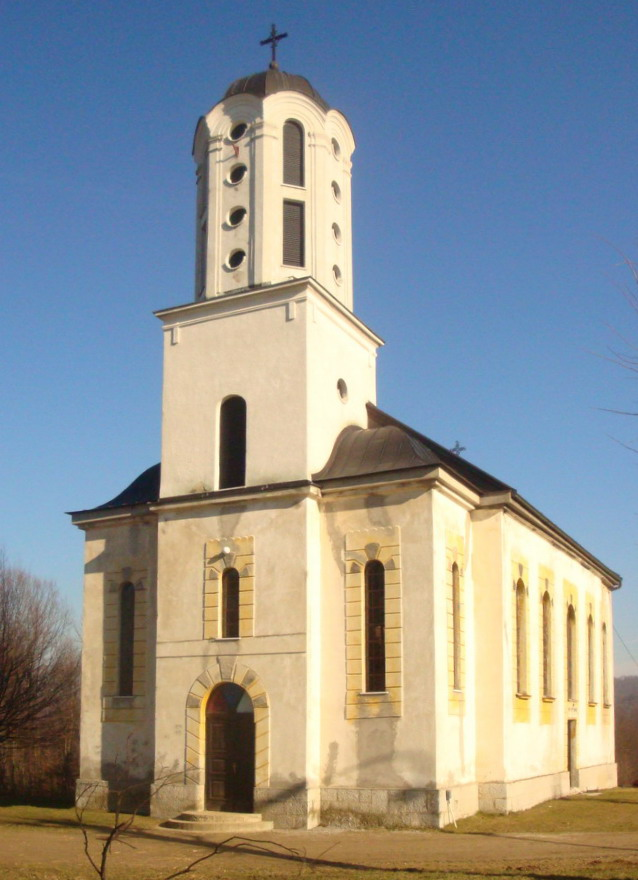
L'église de l'Ascension, 1939

## Démographie

### Évolution historique de la population dans la localité
| 1948 | 1953 | 1961  | 1971  | 1981  | 1991  | 2013  |
| ---- | ---- | ----- | ----- | ----- | ----- | ----- |
| -    | -    | 3 827 | 2 957 | 2 694 | 2 241 | 1 385 |

|  |

### Communauté locale
En 1991, la communauté locale de Kola comptait 2 384 habitants, répartis de la manière suivante :